# Jack Taylor (natation)
Pour les articles homonymes, voir Jack Taylor.
Jack Taylor, né le 31 janvier 1931 à Akron (Ohio) et mort le 30 mai 1955, est un ancien nageur américain spécialiste du dos crawlé. Il fut médaillé de bronze olympique sur l'épreuve du 100 m dos lors des Jeux d'Helsinki en 1952.

## Palmarès
- Jeux olympiques de 1952 à Helsinki (Finlande) :
  -  Médaille de bronze sur l'épreuve du 100 m dos (avec un temps de 1 min 06 s 40).